# 1-я Пугачёвская улица
1-я Пугачёвская улица — улица в Восточном административном округе города Москвы на территории района Преображенское. Ранее именовалась Банной (до 1917 года), улицей Галкина (1922 год) и Пугачёвская (1925 год). Настоящее название дано 12 марта 1954 года.

## Происхождение названия
Настоящее название улицы дано в честь донского казака и предводителя Крестьянской войны 1773—1775 годов в России, Емельяна Пугачёва.

## История
- До 1917 года — носила название Банная.
- 1922 год — переименована в улицу Галкина.
- 1925 год — переименована в Пугачёвскую улицу.
- 1954 год — установлено название улицы — 1-я Пугачёвская.
- 1998 год — в доме номер 17 открылся музей народной игрушки.

## Описание
Общая протяжённость улицы — 640 метров.
Пересекается со 2-й Пугачёвской улицей.

## Здания и сооружения
Всего по 1-й Пугачевской улице зарегистрировано 18 домов:
По нечётной стороне:
- Дом 17 — Музей народной игрушки «Забавушка»[1] и Клуб «Князь Долгорукий». Всероссийская Федерация Таеквон-до ИТФ.
- Дом 27 — гостиница «Управ Дом»

## Транспорт

### Наземный транспорт
По самой улице общественный транспорт не ходит;

Ближайшие маршруты проходят по Б. Черкизовской улице.
- Автобусная остановка «Халтуринская ул.» (на Б. Черкизовской улице/в сторону Преображенской пл.)

Автобус: т32, т41, т83, 34, 52, 171, 230, 716
- Трамвайная остановка «Халтуринская ул.» (на Халтуринской улице)

Трамвай: 4, 13, 36
- Автобусная остановка «Дворец творчества» (в сторону Щёлковского путепровода)

Автобус: т32, т41, т83, 34, 52, 171, 230, 716

### Ближайшая станция метро
- Станция метро «Преображенская площадь» — 850 м от пересечения со Второй Пугачёвской ул. (по прямой)